# عشاق شادمان
معشوقگان شادمان (انگلیسی: The Happy Lovers) نقاشی رنگ روغن بر روی بوم کرباس از نقاش رئالیسم فرانسوی، گوستاو کوربه است که در حوالی سال ۱۸۴۴ طراحی گردید. این نقاشی امروزه در موزه هنرهای زیبای لیون قرار دارد.